# Nick Willing
Pour les articles homonymes, voir Willing.
Nick Willing, né en 1961, est un réalisateur, écrivain et producteur de films et de programmes de télévisions.
Il est le fils de la peintre portugaise Paula Rego et de l'artiste anglais Victor Willing. Il a été élevé au Portugal mais a déménagé en Angleterre à l'âge de 12 ans.

## Filmographie en tant que réalisateur
- 1997 : Forever (Photographing Fairies)[1]
- 1999 : Alice au pays des merveilles[2]
- 2000 : Jason et les Argonautes[3]
- 2002 : Close Your Eyes aka Doctor Sleep aka Hypnotic[4]
- 2004 : Classé Surnaturel[5]
- 2005 : The River King[6],[7]
- 2006 : Jackanory, The Magician of Samarkand[8]
- 2006 Muddle Earth[9]
- 2007 : Deux Princesses pour un royaume[10]
- 2009 : Alice au pays des merveilles
- 2011 : Neverland (série TV)
- 2013 : Peter Pan et le pays imaginaire
- 2013 : Trafic de bébés (Baby Sellers) (TV)